# 岸和田市立城東小学校
岸和田市立城東小学校（きしわだしりつ じょうとうしょうがっこう）は、大阪府岸和田市三田町にある公立小学校。
1973年に岸和田市立山直北小学校より分離し、現在地に開校した。開校当初は1・2年児童のみだったが、校舎建設工事の進捗に伴って複数回に分けて山直北小学校より児童を編入している。
校名は、岸和田城からみて東方向に立地していることに由来する。ただし岸和田城からは、直線距離で約5.5km離れている。

## 沿革
- 1972年（昭和47年）10月1日 - 岸和田市立山直北小学校分校設立準備事務を開始。この日を創立記念日と定めた。
- 1973年（昭和48年）
  - 1月30日 - 第1期工事竣工（普通教室6他）。
  - 3月31日 - 学校名を岸和田市立城東小学校と決定。
  - 4月6日 - 開校式と第1回入学式挙行。
  - 4月8日 - 第2学年児童を山直北小学校より編入。
  - 11月10日 - 第2期工事竣工（給食室）。
- 1974年（昭和49年）
  - 4月8日 - 第4学年児童を山直北小学校より編入。
  - 5月31日 - 第3期工事竣工（普通教室7、職員室、校長室他）。
- 1975年（昭和50年）
  - 4月8日 - 第6学年児童を山直北小学校より編入。
  - 5月14日 - 第4期工事竣工（普通教室6、特別教室6他）。
- 1976年（昭和51年）3月10日 - 第5期工事竣工（体育館、便所）。
- 1977年（昭和52年）3月31日 - 第6期工事竣工（普通教室6）。
- 1978年（昭和53年）3月31日 - 通学路田治米線完成。
- 1979年（昭和54年）12月21日 - 第7期工事竣工（普通教室5他）。
- 1982年（昭和57年）10月1日 - 学校創立10周年記念式典挙行。
- 1992年（平成4年）10月1日 - 学校創立20周年記念式典挙行。
- 1994年（平成6年）8月31日 - ランチルーム設置。
- 1997年（平成9年）
  - 9月4日 - 給食室をセミドライ方式に改造、下水処理室新設。
  - 10月16日 - 第1棟校舎大規模改修（普通教室10、職員室、校長室他）。
- 1998年（平成10年）1月12日 - コンピューター室設置。
- 2002年（平成14年）10月1日 - 学校創立30周年記念式典挙行。
- 2004年（平成16年）8月 - コンピューター室パソコン更新（FMV型40台）。
- 2009年（平成21年）7月22日 - 大阪府公立小学校の運動場の芝生化推進事業により、運動場に芝生を設置。
- 2010年（平成22年）4月1日 - 学校給食の民間委託開始。
- 2011年（平成23年）
  - 7月21日 - 2棟・3棟・体育館・給食室の耐震化工事開始。
  - 10月 - 給食室改修工事完了。
- 2012年（平成24年）9月 - 2棟トイレ改修工事完了。
- 2013年（平成25年）2月 - 3棟非常階段補修工事完了。
- 2017年（平成29年）9月 - 2棟外壁改修工事完了。
- 2018年（平成30年）8月 - 普通教室空調工事完了。
- 2023年（令和5年）1月29日 - 城東小学校・幼稚園創立50周年記念フェスティバル開催[1]。

### この節の出典
- 城東小学校の沿革（学校ホームページ内）

## 通学区域
- 岸和田市 摩湯町、東ヶ丘町、三田町（一部）、田治米町（府営住宅のみ）。

卒業生は基本的に岸和田市立山直中学校に進学する。

## 交通
- 南海ウイングバス東ケ丘線で、城東小学校前バス停下車後、徒歩約165m・約3分（バス停から学校敷地は近いが、ページトップに載っている校門までは、若干距離が延びる）。
- JR西日本阪和線久米田駅、南海電鉄泉北線和泉中央駅、南海電鉄本線和泉大宮駅・岸和田駅から、上述の南海ウイングバス東ケ丘線で、城東小学校バス停下車後、徒歩。

## 学校周辺
- 岸和田市立城東幼稚園 - 同一敷地内で、なおかつ進級幼稚園。